# Sandu, Fujian
Sandu är en köping i sydöstra Kina. Den ligger i stadsdistriktet Jiaocheng i staden Ningde i provinsen Fujian, omkring 72 kilometer nordost om provinshuvudstaden Fuzhou. Antalet invånare är 24 448. Befolkningen består av 10 897 kvinnor och 13 551 män. Barn under 15 år utgör 15,0 %, vuxna 15-64 år 76 %, och äldre över 65 år 8,0 %.